# Pal 100
Pal 100 is een bestuurslaag in het regentschap Rejang Lebong van de provincie Bengkulu, Indonesië. Pal 100 telt 436 inwoners (volkstelling 2010).